# Дујам I Франкопан
Дујам I (умро пре 23. августа 1163.) је био крчки кнез, родоначелник породице Франкопана.

## Биографија
Дујам је био први по имену познати кнез из породице Франкопана. О његовом пореклу нема података. Млетачки дужд Витале ІІ Микијел у исправи из 1163. године изричито тврди да је Дујам на острво дошао током владавине дужда Доменика Морозинија. Овај дужд је службу обављао између 1118. и 1130. године. Као млетачки посланик управљао је Крком од око 1126. године до своје смрти. Дујам је 1133. године уз млетачку помоћ одбио напад угарског краља Беле ІІ. Исте године присуствује састанку у палати крчког бискупа Доминика на коме се већало о обнови оштећеног градског зида. Дујам се женио два пута. Прва жена звала се Марија и умрла је пре 1153. године. Родила му је двоје деце, Бартола І и Вида I. По Дујмовом савету су Дедох и Радослав из Омишља даровали за њену душу бенедиктинцима цркву Светог Мартина и капелу Светог Аполинара у Дубашници на Крку. Са другом женом чије име није познато Дујам је имао сина Бартола II. Оца су наследила само двојица старијих синова.